# Mêtric Schwarzschild
Trong thuyết tương đối rộng của Albert Einstein, mêtric Schwarzschild (hay nghiệm Schwarzschild, chân không Schwarzschild), mang tên của Karl Schwarzschild, miêu tả trường hấp dẫn bên ngoài khối vật chất không quay, trung hòa điện, như các sao (không quay), hành tinh, sao neutron hay lỗ đen. Nó cũng là mêtric miêu tả xấp xỉ trường hấp dẫn của vật thể quay khá chậm như Trái Đất hay Mặt Trời. Mêtric Schwarzschild là nghiệm của phương trình chân không Einstein với hằng số vũ trụ học có giá trị bằng 0.
Theo định lý Birkhoff, nghiệm Schwarzschild là nghiệm có tính đối xứng cầu tổng quát nhất, của phương trình trường Einstein trong chân không (nơi không có vật chất). Lỗ đen Schwarzschild hay lỗ đen tĩnh là một loại lỗ đen không có điện tích và mômen động lượng. Lỗ đen Schwarzschild miêu tả bởi mêtric Schwarzschild, và nó không khác một lỗ đen Schwarzschild khác ngoại trừ khối lượng giữa chúng.
Lỗ đen Schwarzschild đặc trưng bởi bề mặt toán học dạng cầu bao quanh nó, gọi là chân trời sự kiện, xác định tại bán kính Schwarzschild, mà theo định nghĩa là bán kính của lỗ đen. Bất kỳ vật thể không quay và trung hòa điện nhỏ hơn bán kính Schwarzschild có khả năng hình thành lên lỗ đen. Nghiệm của phương trình trường Einstein áp dụng cho mọi khối lượng M, do vậy về nguyên lý (theo thuyết tương đối tổng quát) tồn tại lỗ đen Schwarzschild với khối lượng bất kỳ nếu điều kiện cho phép chúng hình thành.
Bốn nghiệm chính xác miêu tả lỗ đen của phương trình chân không Einstein được tổng hợp lại bảng sau:
|                   | Không quay (J = 0) | Quay (J ≠ 0) |
| Trung hòa (Q = 0) | Schwarzschild      | Kerr         |
| Điện tích (Q ≠ 0) | Reissner–Nordström | Kerr–Newman  |

với Q là điện tích của vật thể và J là mômen động lượng quay của nó.

## Mêtric Schwarzchild
Nghiệm Schwarzchild: miêu tả không thời gian tĩnh có tính đối xứng cầu, bên ngoài bán kính Schwarzchild. Nó là nghiệm của phương trình chân không với tenxơ ứng suất–năng lượng {\displaystyle T_{\mu \nu }{}=0}
Trong hệ tọa độ cầu {\displaystyle x^{\mu }\rightarrow (ct,r,\theta ,\phi )\,} sử dụng dấu mêtric (+,-,-,-), mêtric Schwarzchild là 
{\displaystyle ds^{2}=c^{2}{d\tau }^{2}=\left(1-{\frac {r_{s}}{r}}\right)c^{2}dt^{2}-\left(1-{\frac {r_{s}}{r}}\right)^{-1}dr^{2}-r^{2}\left(d\theta ^{2}+\sin ^{2}\theta \,d\varphi ^{2}\right),}
với
1. τ là thời gian riêng (đo bởi đồng hồ gắn cùng với hạt thử di chuyển trên tuyến thế giới kiểu thời gian)
2. t là tọa độ thời gian (đo bởi một đồng hồ đứng yên nằm rất xa so với nguồn hấp dẫn),
3. r là tọa độ xuyên tâm (đo bằng chu vi đường tròn chia cho 2π, các đường tròn nằm trên mặt cầu có tâm tại nguồn hấp dẫn),
4. θ là độ dư vĩ (tính từ cực bắc, đơn vị radian),
5. φ là kinh độ (radian), và
6. rs là bán kính Schwarzschild của nguồn hấp dẫn, nó là hệ số tỷ lệ liên hệ với khối lượng M của "nguồn hấp dẫn không có điện tích và không quay" và rs = 2GM/c2.[5]

hay dạng ma trận của mêtric
{\displaystyle g_{\mu \nu }={\begin{bmatrix}\left(1-{\frac {2GM}{c^{2}r}}\right)&0&0&0\\0&-\left(1-{\frac {2GM}{c^{2}r}}\right)^{-1}&0&0\\0&0&-r^{2}&0\\0&0&0&-r^{2}\sin ^{2}\theta \end{bmatrix}}.\ }
Khi hạt thử nằm rất xa nguồn hấp dẫn {\displaystyle r\to \infty } hoặc khi không có nguồn hấp dẫn {\displaystyle M=0} thì mêtric Schwarzschild {\displaystyle g_{\mu \nu }} trở thành mêtric Minkowski {\displaystyle \eta _{\mu \nu }} sau khi chuyển từ tọa độ cầu sang tọa độ (ct, x, y, z) trong thuyết tương đối hẹp.
Tỷ số rs/r là rất nhỏ, đối với Mặt Trời có bán kính Schwarzschild xấp xỉ 3 km, trong khi nó có bán kính gần 700.000 km. Tỷ số này sẽ tương đối lớn đối với lỗ đen và sao neutron.

## Kì dị hấp dẫn và lỗ đen
Tại r = rs thì mêtric trở lên kỳ dị (còn gọi là chân trời sự kiện), thực ra đây là kỳ dị do chúng ta sử dụng hệ tọa độ cầu chứ không hẳn là kỳ dị thực. Khi lựa chọn hệ tọa độ phù hợp, kỳ dị này biến mất và chỉ có r = 0 mới là điểm kỳ dị vật lý.
Kì dị tại r = rs chia tọa độ cầu Schwarzschild thành hai miền không liên thông với nhau. Miền ngoài với r > rs liên hệ với trường hấp dẫn của sao hay hành tinh. Miền trong 0 < r < rs, mà chứa kỳ dị r = 0, tách biệt hoàn toàn với miền ngoài bởi kì dị tại r = rs. Hệ tọa độ Schwarzschild không thể hiện ý nghĩa vật lý của sự kết nối giữa hai vùng này, mà có thể coi chúng là hai nghiệm riêng biệt. Do vậy kì dị tại r = rs là một ảo ảnh hay kì dị tọa độ. Như hàm ý của tên gọi, kì dị này xuất hiện do sự lựa chọn các điều kiện hệ tọa độ. Khi thực hiện chuyển sang hệ tọa độ khác (ví dụ tọa độ Lemaitre, tọa độ Eddington-Finkelstein, tọa độ Kruskal-Szekeres, tọa độ Novikov, hay tọa độ Gullstrand–Painlevé) mêtric Schwarzschild trở lên liên tục tại r = rs và cho phép mở rộng miêu tả không thời gian tại r nhỏ hơn rs. Và cho phép liên hệ giữa miền ngoài và miền trong.
Nhưng trường hợp r = 0 lại hoàn toàn khác. Nếu yêu cầu mêtric Schwarzschild thỏa mãn cho mọi r thì sẽ gặp trở ngại tại kì dị vật lý này, hay còn gọi là điểm kì dị hấp dẫn. Để thấy được đây là kì dị vật lý, cần chỉ ra những đại lượng độc lập với cách chọn hệ tọa độ hay gọi là bất biến tọa độ. Một trong những đại lượng quan trọng là bất biến Kretschmann, bằng bình phương của tenxơ độ cong Riemann:
{\displaystyle R^{\alpha \beta \gamma \delta }R_{\alpha \beta \gamma \delta }={\frac {12{r_{s}}^{2}}{r^{6}}}={\frac {48G^{2}M^{2}}{c^{4}r^{6}}}\,.}
Tại r = 0 đại lượng này có giá trị vô hạn hay ám chỉ tồn tại một kì dị hấp dẫn. Và không thời gian miêu tả bởi mêtric không còn xác định tốt nữa. Trong một thời gian dài các nhà vật lý nghĩ rằng nó không phải là đại lượng mang ý nghĩa vật lý. Sau đó, những hiểu biết sâu sắc hơn về thuyết tương đối tổng quát giúp họ nhận ra rằng những vùng kì dị hấp dẫn là bản chất không tránh khỏi của lý thuyết và không phải là trường hợp đặc biệt. Những mêtric như vậy miêu tả những đối tượng trong vũ trụ như lỗ đen hay các sao đặc.
Nghiệm Schwarzschild, đúng cho mọi r > 0, còn gọi là lỗ đen Schwarzschild. Nó là nghiệm chính xác của phương trình trường Einstein, mặc dù nó có một số tính chất kỳ lạ. Đối với r < rs tọa độ xuyên tâm Schwarzschild r trở thành kiểu thời gian và tọa độ thời gian t trở thành kiểu không gian. Một cung với r là hằng số sẽ không còn là tuyến thế giới của một hạt hay quan sát viên, ngay cả khi có một lực tác động lên nó nhằm giữ nó tại đó; điều này xảy ra bởi vì không thời gian trở lên rất cong khiến chiều hướng của nguyên nhân và kết quả (nón ánh sáng tương lai của hạt) hướng về vùng kì dị. Bề mặt r = rs được gọi là chân trời sự kiện của lỗ đen. Khi photon băng qua bề mặt này thì nó không thể thoát ngược trở ra được. Quá trình suy sụp hấp dẫn của các thiên thể trong vũ trụ khi bán kính R sau giai đoạn này nhỏ hơn bán kính Schwarzschild biến chúng trở thành lỗ đen.

### Sách và giáo trình đại học
- Schwarzschild, K. (1916). "Über das Gravitationsfeld eines Massenpunktes nach der Einstein'schen Theorie". Sitzungsberichte der Königlich Preussischen Akademie der Wissenschaften. Quyển 1. tr. 189–196.
  - scan of the original paper
  - text of the original paper, in Wikisource
  - translation by Antoci and Loinger
  - a commentary on the paper, giving a simpler derivation
- Schwarzschild, K. (1916).  Über das Gravitationsfeld einer Kugel aus inkompressibler Flüssigkeit. Sitzungsberichte der Königlich Preussischen Akademie der Wissenschaften 1, 424-?.
- Hartle, James B. (2003), Gravity: an Introduction to Einstein's General Relativity, San Francisco: Addison-Wesley, ISBN 0-8053-8662-9
- Carroll, Sean M. (2004). Spacetime and Geometry. Addison Wesley. ISBN 0-8053-8732-3., the lecture notes on which the book was based are available for free from Sean Carroll's website Lưu trữ ngày 13 tháng 6 năm 2007 tại Wayback Machine.
- Chandrasekhar, Subrahmanyan (1999). The Mathematical Theory of Black Holes. Oxford University Press. ISBN 0198503709.
- Frolov, V. P.; Novikov, I. D. (1998). "Black hole physics". Springer. ISBN 0792351452. {{Chú thích tạp chí}}: Chú thích magazine cần |magazine= (trợ giúp)
- Frolov, Valeri P.; Zelnikov, Andrei (2011). Introduction to Black Hole Physics. Oxford: Oxford University Press. ISBN 978-0-19-969229-3. Zbl 1234.83001.
- Hawking, S. W.; Ellis, G. F. R. (1973). Large Scale Structure of space time. Cambridge University Press. ISBN 0-521-09906-4.
- Melia, Fulvio (2007). The Galactic Supermassive Black Hole. Princeton U Press. ISBN 978-0-691-13129-0.
- Schutz, Bernard F. (2009). A first course in general relativity (ấn bản thứ 2). Cambridge University Press. ISBN 0-521-88705-4.
- Taylor, Edwin F.; Wheeler, John Archibald (2000). Exploring Black Holes. Addison Wesley Longman. ISBN 0-201-38423-X.
- Misner, Charles; Thorne, Kip S.; Wheeler, John (1973). Gravitation. W. H. Freeman and Company. ISBN 0-7167-0344-0.
- Wald, Robert M. (1984). General Relativity. University of Chicago Press. ISBN 978-0-226-87033-5.
- Wald, Robert M. (1992). Space, Time, and Gravity: The Theory of the Big Bang and Black Holes. University of Chicago Press. ISBN 0-226-87029-4.
- Lev Davidovich Landau và Evgeny Mikhailovich Lifshitz, The Classical Theory of Fields, Fourth Revised English Edition, Course of Theoretical Physics, Volume 2, (1951) Pergamon Press, Oxford; ISBN 0-08-025072-6. Xem chương 12.